# Svartvingad vadarsvala
Svartvingad vadarsvala (Glareola nordmanni) är en vadare inom familjen vadarsvalor (Glareolidae). Den häckar på stäppartad mark i östra Europa och västra Asien. Efter häckning flyttar den huvudsakligen till södra Afrika, men den övervintrar även oregelbundet i exempelvis Etiopien. Den minskar relativt kraftigt i antal och kategoriseras som nära hotad av IUCN.

## Utseende
Svartvingad vadarsvala är 24–28 cm långa, med korta ben, långa spetsiga vingar och en kluven stjärt. Den har en kort näbb som är anpassad till att fånga insekter i flykten. Dess rygg är brun och vingovansidan brun med svarta vingpennor. Buken är vit och undersidan av vingen är svart.
För att artbestämma denna fågel i fält krävs mycket goda observationer för att skilja den ifrån andra vadarsvalor som exempelvis rödvingad vadarsvala och orientvadarsvala som också förekommer inom dess utbredningsområde. Den är marginellt större än rödvingad vadarsvala och har något kortare stjärt och längre ben.
Trots att den helt svarta vingundersidan och avsaknade av vit bakkant på vingen är diagnostisk så är dessa karaktärer sällan tydliga i fält, speciellt som den rödvingade vadarsvalans rödbruna vingundersida ofta uppfattas som svart om den inte ses under riktigt goda förhållanden.

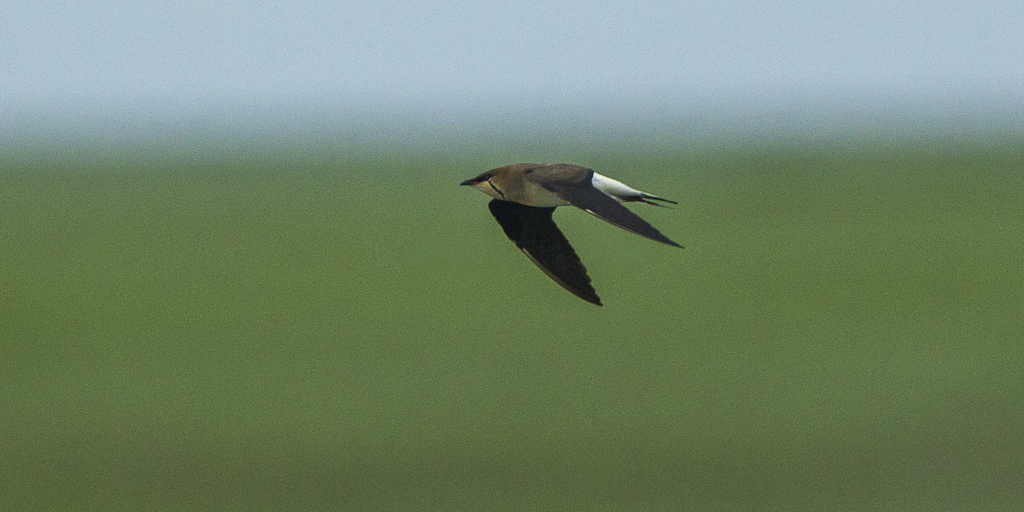
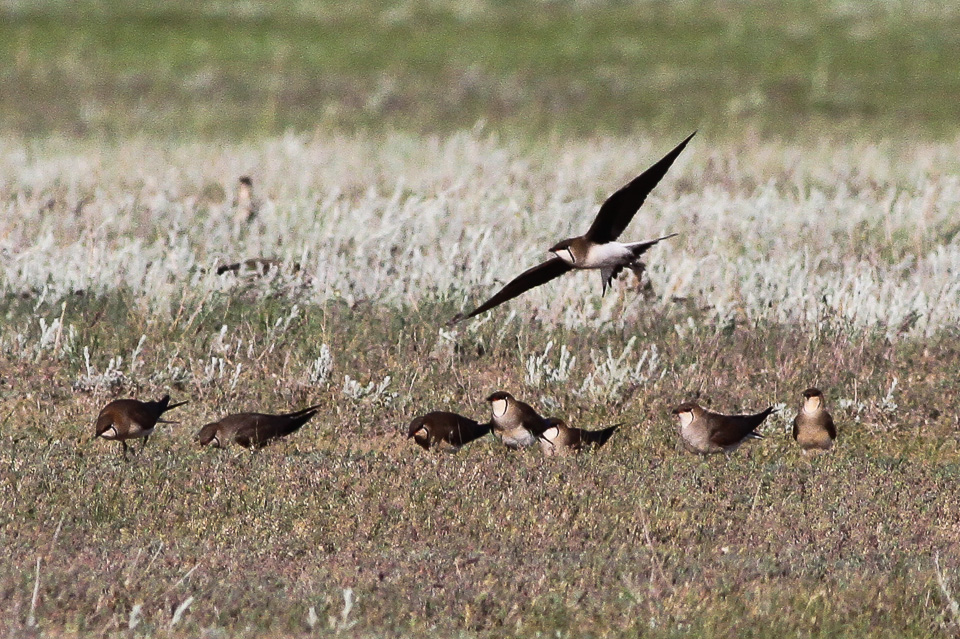
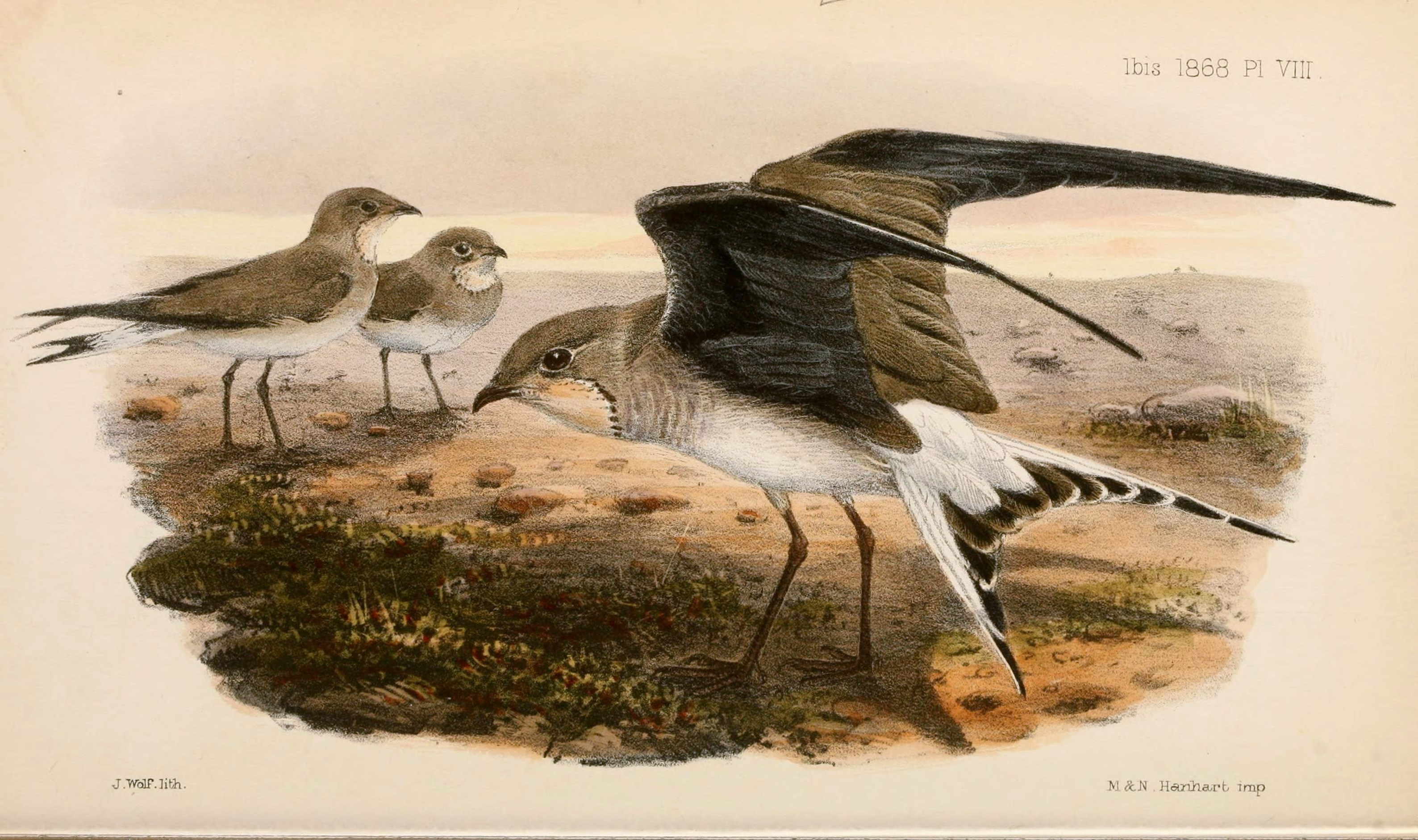
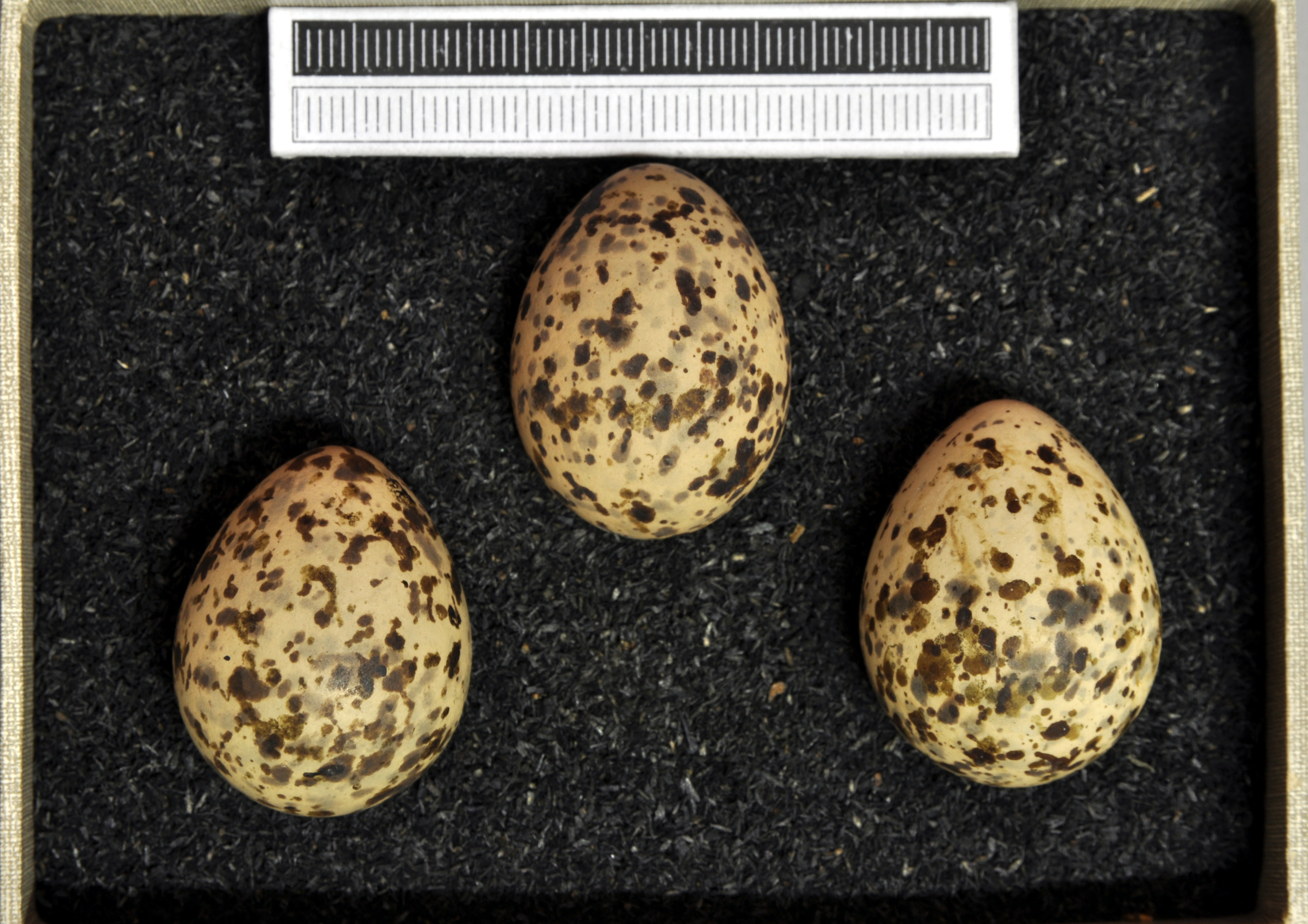

## Läte
Den svartvingade vadarsvalans läten är mörkare, hårdare och torrare än rödvingad vadadarsvala: "ketteck", "ke-ti-tick" eller "kett". Varningslätet är rullande "t'r'r'rt".

## Utbredning
Svartvingad vadarsvala är en flyttfågel som regelbundet häckar i Ryssland, Ukraina, Moldavien och Kazakstan. Mer sporadiskt förekommer den idag som häckfågel i Vitryssland, Ungern och Azerbajdzjan. Den övervintrar i södra Afrika, främst i Botswana, Zimbabwe, Sydafrika och Namibia. Numera övervintrar den oregelbundet i östra Afrika, exempelvis i Etiopien. Den har observerats långt bortom sitt utbredningsområde vid många tillfällen, exempelvis i Skandinavien, Storbritannien, Island och Seychellerna.

### Svartvingad vadarsvala i Sverige
I Sverige är svartvingad vadarsvala en mycket sällsynt men de senaste åren årlig gäst. 34 fynd av sammanlagt 36 individer har gjorts till och med 2020.

## Ekologi
Vadarsvalorna är ovanliga bland vadarna eftersom de vanligtvis fångar insekter i luften, likt svalor, men de födosöker även på marken. De förekommer på öppen stäpp och ses ofta kvällstid i närheten av vatten jagandes efter insekter. De lägger två till fyra ägg direkt på marken.

## Status och hot
Arten tros ha minskat relativt kraftig i antal, av oklara anledningar. Internationella naturvårdsunionen IUCN kategoriserar den därför som nära hotad (NT). Världspopulationen uppskattas till mellan 220 000 och 290 000 individer.

## Namn
Svartvingad vadarsvala har tilldelats sitt vetenskapliga artepitet nordmanni för att hedra den finskfödde zoologen Alexander von Nordmann.